# 中島忠幸
中島忠幸（1971年6月14日—2006年12月20日），日本男性搞笑藝人。出身於福岡縣福岡市。搞笑組合CUNNING成員，吐槽擔當，搭檔是竹山隆範。所屬經紀公司是Sun Music製作。
在組合中擔當吐槽竹山、舒緩氣氛的角色，當竹山發怒暴走的時間，會以超過竹山的氣勢把竹山壓住。
2004年4月結婚，同年9月長子出生。
2004年12月宣佈患病休養。2005年1月公開患上急性白血病。同時期女歌手本田美奈子也患上白血病，兩人互相鼓勵對抗病魔，本田於2005年11月病逝。2006年1月接受骨髓移植手術，病情轉輕，但是很快又感染上病毒性肺炎。2006年12月20日上午11時46分逝世，得年35歲。